# Maldon (Victoria)
Maldon ist ein Ort im australischen Bundesstaat Victoria. Er liegt ca. 40 Kilometer südwestlich von Bendigo und ca. 130 Kilometer nordwestlich von Melbourne in der Region der Victorian Goldfields. Bekannt ist der Ort für seine historischen Straßenzüge, die sich seit seiner Gründung im Zuge des victorianischen Goldrauschs 1853 erhalten haben.

## Persönlichkeiten
- Bert Shard (1902–1991), Gewerkschaftsfunktionär und Politiker